# Herluf Trolle (kystforsvarsskib)
 For alternative betydninger, se Herluf Trolle (flertydig). (Se også artikler, som begynder med Herluf Trolle)
Herluf Trolle var et dansk pansret krigsskib, oprindeligt betegnet som "panserskib", fra 1911 som "pansret kystforsvarsskib", fra 1912 blot "kystforsvarsskib", og endelig fra 1922 som "orlogsskib". Med Herluf Trolle og de to søsterskibe Olfert Fischer og Peder Skram fik Marinen endelig den serie homogene panserskibe, man havde ønsket i flere år. Designmæssigt var Herluf Trolle en videreudvikling af Skjold, med to svære kanoner i stedet for én, kraftigere mellemsvært skyts og større maskinkraft. I de tre år, der var gået siden søsætningen af Skjold, var skibsartilleriet yderligere forbedret. 24 cm kanonerne på Herluf Trolle havde en rækkevidde på 11.500 m mod 9.800 m i Skjold, og de kunne afgive 1,3 skud pr minut mod 0,5 i Skjold. De mellemsvære 15 cm kanoner kunne nå ud på 10.300 m mod 7.300 m i Skjold, og skudhastigheden var 6,5 skud pr. minut mod 5 skud i Skjold. Eneste ulempe ved det mellemsvære skyts var, at man i stedet for kanontårne var gået tilbage til at anbringe skytset i kasematter. På den måde undgik man, at ammunitionstilførslen og drejemekanismen kom i karambolage med skibets maskinrum, men til gengæld fik man nogle lavtsiddende kanoner, der stort set kun kunne bruges i stille vejr. Herluf Trolle var opkaldt efter den danske adelsmand og admiral Herluf Trolle. 

## Tjeneste
Herluf Trolle fik en aktiv karriere i Marinen, og deltog både i sommer- og vintereskadrer. Under 1. verdenskrig udgjorde den sammen med sine to søsterskibe og Skjold rygraden i den sikringsstyrke, der bevogtede de danske minefelter og markerede den danske neutralitet. Marinens store enheder gjorde på skift tjeneste i 1. eskadre i Øresund og 2. eskadre i Storebælt. Herluf Trolle fortsatte i tjeneste efter krigen, og var på sit sidste togt i 1930. Skibet blev solgt i 1932, efter at kanoner og anden udrustning var bragt i land på Holmen. Skroget blev ophugget i Danmark i 1934, men de mellemsvære kanoner fandt anvendelse i 1939, hvor de blev opstillet på Kongelundsfortet. Under 2. verdenskrig blev de overtaget af tyskerne og opstillet på Gniben, yderst på Sjællands Odde. I 1947-48 blev de solgt sammen med 24 cm kanonerne. 